# Biolithogenèse

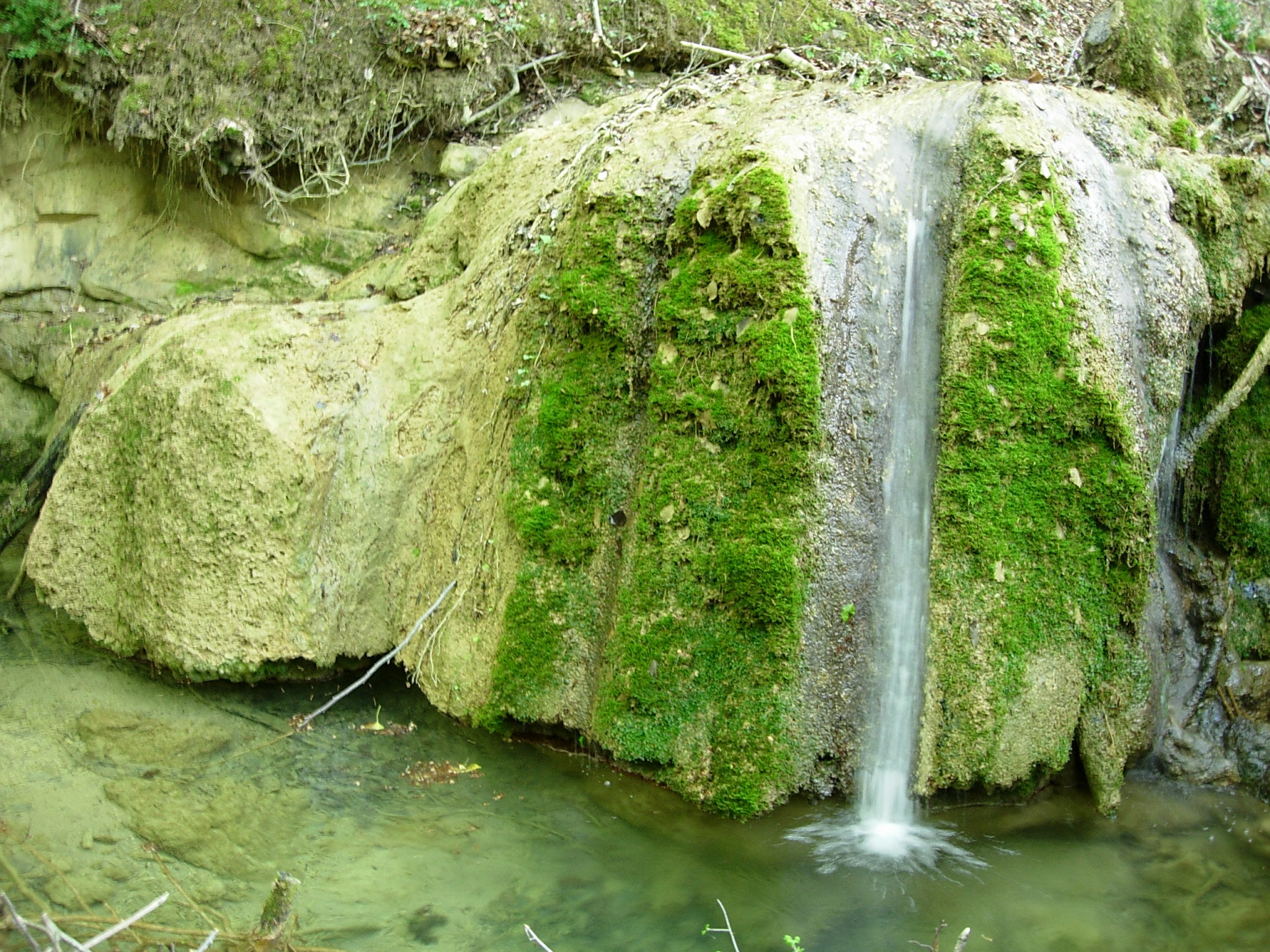
Roche de travertin calcaire en cours de formation, ici dans l'Aude

En pétrographie et géomorphologie, la  biolithogenèse est l'ensemble des processus directs ou indirects de formation d'une roche (lithogenèse) par des organismes vivants capables d'induire la cristallisation et la précipitation / agglomération de minéraux dissous dans l'eau tels que le calcium ou plus rarement la silice.
Contrairement à de nombreuses formations de roche, celle-ci est un processus de surface : surface du fond marin ou de la terre avec les sources et cascades pétrifiantes.
Les roches issues de la biolithogenèse sont souvent hétérogènes et friables, sauf si elles ont été métamorphisées. 
Au sens large, ce phénomène inclut la formation de la craie, en tant que roche sédimentaire fossile constituée de squelettes externes d'organismes microscopiques aquatiques.

## Exemples de roches issues de la biolithogenèse
- roches stromatolithiques produites par des bactéries. Ces roches peuvent être très anciennes (datant de l'apparition de la vie dans les océans) ou récentes, comme par exemple en France avec les formations stromatolitiques (tufs calcaires) près de Tournus en Saône-et-Loire[4] ;
- charbon, pétrole et roches issues de la tourbe qui est elle-même le résultat de l'accumulation de matière organique incomplètement décomposée ;
- travertins formés grâce à des bactéries et/ou des bryophytes aquatiques ou semi-aquatiques[5].

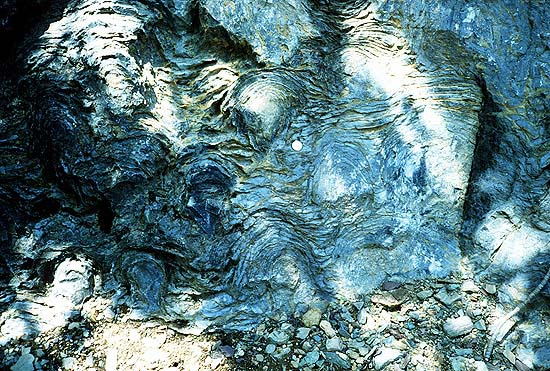
Stromatolithe (roche bactérienne parfois âgée de plus 3 milliards d'années)
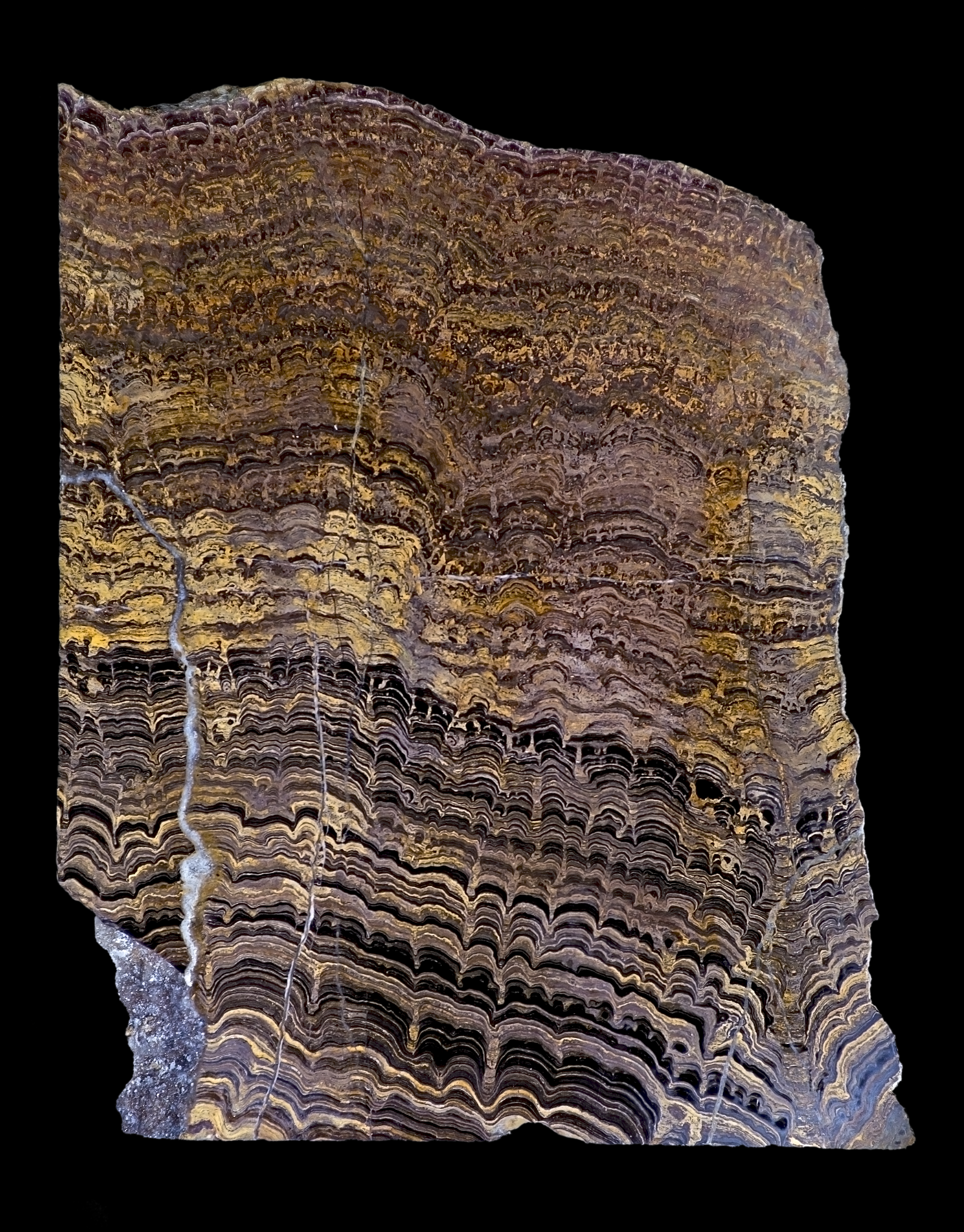
Coupe : alternance de stromatolithe et de sédiment
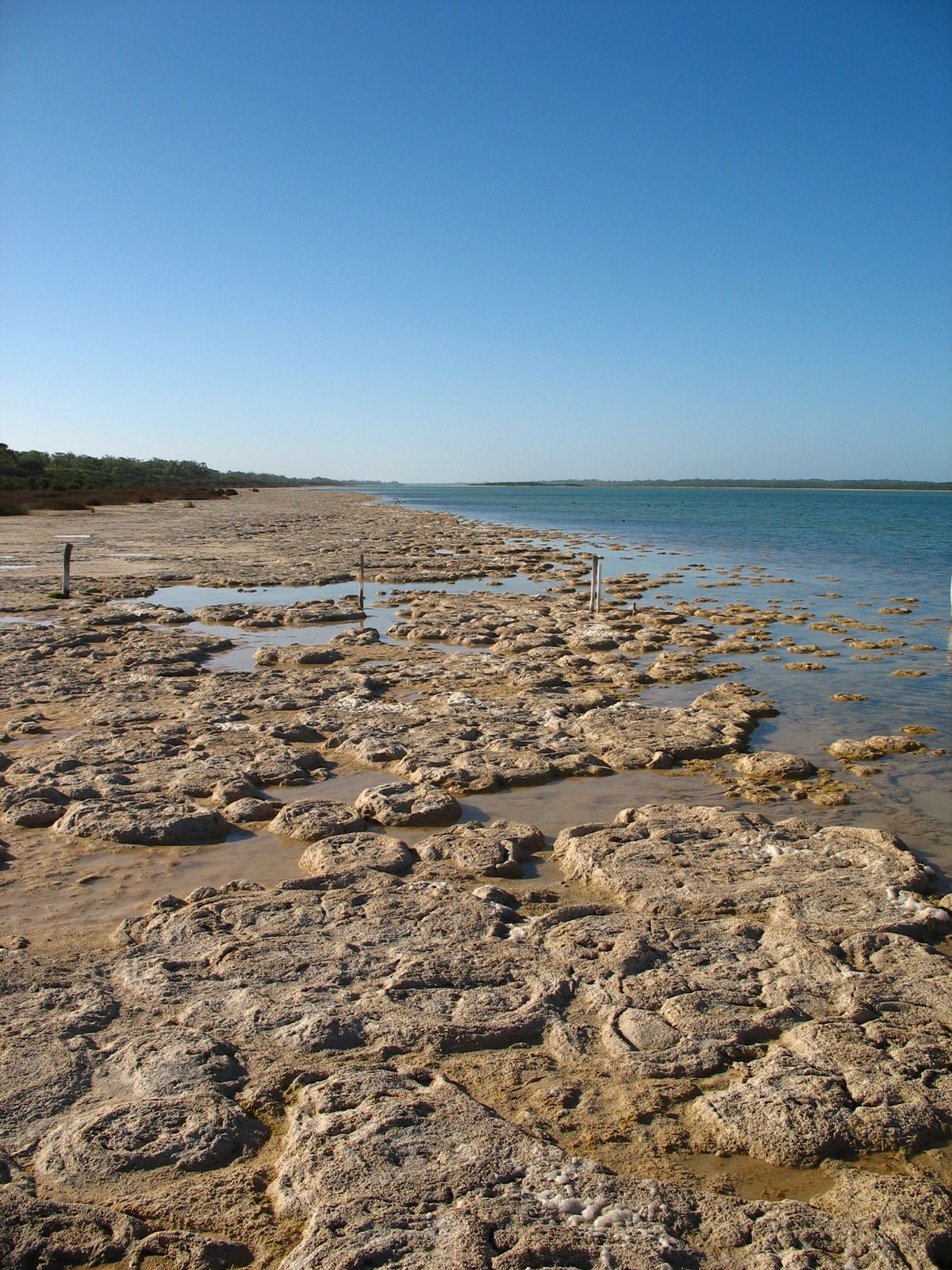
Platier stromatolithique

## Relations avec le climat
La biolithogenèse contribue aux puits de carbone et joue ainsi un rôle dans la variabilité du climat à long terme.

## Biomimétisme
L'industrie cherche à mieux comprendre les processus naturels de la biolithogenèse pour éventuellement en imiter certains, par exemple pour produire des biociments ou des matériaux de construction bioinspirés. 